# キューティークイーン VOL.1
『キューティークイーン VOL.1』（キューティークイーン ボリュームワン）は、℃-ute の1stアルバム。

## 概要
- 2形態で発売され、初回生産限定盤はCD+DVD、通常版はCDのみである。通常盤（初回仕様）には℃-uteフォトカード封入。
- インディーズで発売したシングルが全て収録されている。

## 収録曲

### CD
全作詞・作曲：つんく
1. まっさらブルージーンズ
編曲：高橋諭一
1stインディーズシングル。
2. わっきゃない(Z)
編曲：高橋諭一
4thインディーズシングル。
3. 即 抱きしめて
編曲：鈴木Daichi秀行
2ndインディーズシングル。
4. 大きな愛でもてなして
編曲：高橋諭一
3rdインディーズシングル。テレビ東京系アニメ『きらりん☆レボリューション』第2期エンディングテーマ。
5. タイムカプセル
編曲：AKIRA
6. EVERYDAY YEAH! 片想い
編曲：湯浅公一
7. As ONE
編曲：鈴木Daichi秀行
8. YES! しあわせ
編曲：田中直
T&Cボンバーのカバー曲。
9. ENDLESS LOVE 〜I Love You More〜
編曲：大久保薫
太陽とシスコムーンのカバー曲。

### DVD
1. EVERYDAY YEAH! 片想い
2006年9月10日によみうりランドEASTで行われたライブ「Cutie Circuit 2006 Final in YOMIURI LAND EAST 〜9月10日は℃-uteの日〜」からのライブ映像。なお2006年12月6日発売のライブDVDのものとは編集が異なる。
2. DVD「Cutie Circuit 2006 Final in YOMIURILAND EAST LIVE 〜9月10日は℃-uteの日〜」TVCM
3. わっきゃない(Z) (SPECIAL EDITION)
2種類のライブ映像（「Hello! Project 2006 Summer 〜ワンダフルハーツランド〜」および2006年5月にSSAでの「モーニング娘。コンサートツアー2006春 〜レインボーセブン〜」）を編集したPV。ただし約2分50秒の短縮版。

## 参加ミュージシャン
- 高橋諭一 - プログラミング&ギター(1,2,4)、コーラス(1)
- 笹本安詞 - ベース(1,3,6,9)
- つんく♂ - コーラス(1,2,4,8)
- 竹内浩明 - コーラス(1,2,3,6,7,9)
- 鈴木Daichi秀行 - プログラミング&ギター(3,7)
- CHINO - コーラス(4,9)
- AKIRA - プログラミング&コーラス(5)
- 湯浅公一 - プログラミング&ギター(6)
- 田中直 - プログラミング(8)
- 大久保薫 - プログラミング(9)